# Aulocheta parallelalis
Aulocheta parallelalis är en fjärilsart som beskrevs av Paul Mabille. Aulocheta parallelalis ingår i släktet Aulocheta och familjen nattflyn. Inga underarter finns listade i Catalogue of Life.